# La Voz Montañesa (Santander)

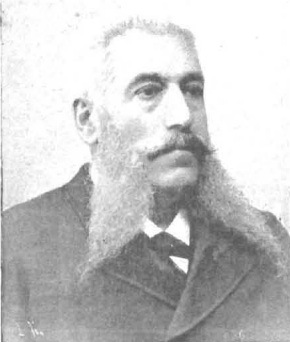
Antonio Coll y Puig, fotografia publicada a Nuevo Mundo en 1896

La Voz Montañesa va ser una publicació espanyola de tendència republicana federal editada entre els anys 1872 i 1897. Va ser fundada en Santander per Ernesto Fernández, Antonio María Coll y Puig i Abelardo Unzueta en 1872. En 1910 va néixer la seva versió cubana dedicada a la colònia càntabra de Cuba.
Van participar en la seva direcció i redacció personalitats com Evaristo López Herrero o José Estrañi; aquest últim redactor cap entre 1877 i 1895 i qui va implantar el costum de realitzar el periòdic durant la nit perquè els lectors el tinguessin al matí a les seves mans.
En 1881 el bisbe de Santander va excomunicar al director, redactors, corresponsals, impressors, empresaris, subscriptors, repartidors i lectors del periòdic, junt amb dels d'El Diario de Santander i La Montaña.
En desaparèixer La Voz Montañesa, va néixer La Voz Cántabra l'1 d'abril de 1897, considerant-se successora de la primera, encara que no arribaria a l'any de durada.